# Grzybki
Grzybki [ˈɡʐɨpki] es un pueblo ubicado en el distrito administrativo de Gmina Warta, dentro del distrito de Sieradz, Voivodato de Łódź, en Polonia central. Se encuentra aproximadamente a 4 kilómetros al noroeste de Warta, a 18 kilómetros al noroeste de Sieradz, y a 60 kilómetros al oeste de la capital regional Lodz.